# بیمارستان دامپزشکی تهران
بیمارستان دامپزشکی تهران نخستین بیمارستان خصوصی حیوانات خانگی در ایران می‌باشد که در سال ۱۳۸۳ توسط پیام محبی تأسیس شد.
این بیمارستان که در محله کامرانیه در شمال تهران قرار دارد، و دارای کلیه امکانات درمانی برای حیوانات می‌باشد و
در این بیمارستان بخشهایی مانند جراحی داخلی دندانپزشکی چشم‌پزشکی رادیولوژی آزمایشگاه‌های مختلف و حتی ام ار ای یافت می‌شود.

## توضیحات بیشتر
بیمارستان دامپزشکی تهران، از جمله معدود مراکز تخصصی دامپزشکی در ایران است که خدمات لازم را جهت درمان بیماری‌ها و همچنین جراحی پرندگان خانگی، حیوانات خاص (خزندگان، پستانداران کوچک و …) و ماهیان خانگی ارائه می‌دهد.
بیمارستان تهران امکاناتی نظیر کافی شاپ که ورود حیوانات خانگی به آن آزاد است و همچنین پت شاپ مجهز جهت تهیهٔ وسایل و تجهیزات ضروری و مورد نیاز در جهت نگهداری بهتر از حیوانات را نیز در نظر گرفته‌است که در طبقهٔ دوم بیمارستان دایر است.
مجلهٔ داخلی بیمارستان با عنوان «پیام دامپزشکان» به صورت فصلنامه چاپ شده و مراجعین بیمارستان می‌توانند این مجله را مطالعه نمایند.